# Bosko's Woodland Daze
Pour plus de détails, voir Fiche technique et Distribution.
Bosko's Woodland Daze est un dessin animé américain réalisé par Hugh Harman, produit par la Warner Bros. Pictures, dans la série des Bosko (Looney Tunes), sorti en 1932.
Il a été réalisé par Hugh Harman et produit par Hugh Harman et Rudolf Ising. De plus, Leon Schlesinger est crédité comme producteur associé.

## Synopsis
Bosko et son chien Bruno sont sortis pour une promenade dans les bois. Ils ont diverses mésaventures impliquant des elfes, des fées et un géant poilu. Et si Bosko était simplement en train de rêver?

## Fiche technique
- Titre original : Bosko's Woodland Daze
- Réalisation : Hugh Harman
- Producteurs : Hugh Harman, Rudolf Ising et Leon Schlesinger
- Musique : Frank Marsales
- Production : Leon Schlesinger Studios et The Vitaphone Corporation
- Distribution : Warner Bros. Pictures
- Format : noir et blanc - mono
- Langue : anglais
- Pays : États-Unis
- Date de sortie :  États-Unis : 17 décembre 1932
- Genre : Dessin-animé
- Licence : domaine public[1]

## Musiques du film
- Elle descend de la montagne à cheval, air traditionnel
- My Isle of Golden Dreams
- One Step Ahead of My Shadow, de Sammy Fain